# مشتلین
مشتلین (به آلمانی: Mestlin) یک شهر در آلمان است که در لودویگسلوست-پارشیم واقع شده‌است. مشتلین ۹۳۵ نفر جمعیت دارد.